# Nevena Jovanović
Nevena Jovanović  (nacida el 30 de junio de 1990 en Kraljevo,Serbia) es una jugadora de baloncesto serbia. Con 1.82 metros de estatura, juega en la posición de escolta.